# 目黒ユネスコ協会
NPO法人 目黒ユネスコ協会（めぐろゆねすこきょうかい 英語名：Meguro Unesco Association）は、東京都目黒区五本木に事務局を置く特定非営利活動法人。
東京都目黒区地域を中心に（ユネスコ活動に関する法律（昭和27年6月21日法律第207号））に準拠して、ユネスコ活動をしている推進している団体。
1954年（昭和29年）10月3日に「自由と正義と平和を愛する人々の会」として発足し、2004年10月1日、特定非営利活動法人（NPO）に改組している。会員は外国人会員を含め約450人で構成。

## 活動内容
- 在日外国人への日本語の語学研修。「書きそんじハガキ回収」による世界寺子屋運動、世界遺産保全、文化遺産保護、東日本大震災支援など、国内外の支援を活動の目的とする。目黒区の受託事業と自主事業がある。

## 沿革
ユネスコ（国際連合教育科学文化機関）創設のきっかけは第二次世界大戦の終結であり、再び戦争を悲劇を起こさない理念のもと、1945年11月にロンドンで誕生した。
日本の加盟は、1951年。日本政府の加盟に先立ち、仙台では世界初の民間ユネスコ運動が起こり、1954年10月（昭和29年）、東京目黒でも平和を尊重し地域社会に貢献を目的とする目黒ユネスコ協会が設立された。
2004年09月22日には、NPO法人【法人番号 3013205001305】としての認定を受ける。

## 目黒ユネスコ協会への交通
- 東急東横線祐天寺駅より徒歩7分・目黒区立五本木小学校内